# José Tomás Valverde Castilla
José Tomás Valverde Castilla (Priego de Córdoba, 24 de abril de 1885 - Córdoba, 19 de mayo de 1961) fue un jurista y político andaluz.

## Biografía
Nacido en Priego de Córdoba en una familia acomodada, hijo del escritor prieguense Carlos Valverde López y la heredera Paulina Castilla y Ruiz. Se licenció en Derecho por la Universidad de Granada. Se casó con Amelia Castilla Abril, con quien tuvo nueve hijos.

### Vida política
Fue alcalde de Priego de Córdoba durante seis años durante la dictadura de Primo de Rivera. A nivel local, encabezaba el bando político conservador, enconadamente enfrentado al progresista liderado por Niceto Alcalá-Zamora, a la postre presidente de la Segunda República española. Los enfrentamientos dialécticos y políticos entre ambos se sucedieron durante las primeras décadas del siglo. En esta época fue diputado a Cortes entre 1927 y 1930 y gobernador civil de Badajoz.
Ya en la República, y con Alcalá-Zamora de presidente, fue detenido bajo acusación de participar en el golpe de Estado de Sanjurjo del 10 de agosto de 1932, siendo puesto en libertad poco después. En mayo de 1935 fue nombrado vicepresidente de Renovación Española, organización afín desde el primer momento a Falange Española y al levantamiento militar del 18 de julio de 1936.
Fue nombrado alcalde de Córdoba una vez hubo triunfado el golpe franquista, aunque no llegó a ejercer ya que un mes después fue nombrado gobernador civil de Sevilla el 13 de noviembre de 1939. En 1940 se retira de la política, dedicándose a su despacho de abogados.

## Obras
- Memorias de un alcalde (Madrid, 1961).